# Entgeltersatzleistung
Entgeltersatzleistungen (früher Lohnersatzleistungen) werden von den Trägern der Sozialversicherung zum Ausgleich ausgefallenen Einkommens (z. B. Arbeitsentgelt wegen Krankheit oder Arbeitslosigkeit) gewährt.

## Entgeltersatzleistungen in Deutschland

### Elterngeld
Elterngeld wird nach dem Bundeselterngeld- und Elternzeitgesetz geleistet.

### Aufstockungsbeträge und Altersteilzeitzuschläge
Aufstockungsbeträge und Altersteilzeitzuschläge werden nach dem Altersteilzeitgesetz oder beamtenrechtlichen Vorschriften (§ 3 Nr. 28 EStG) geleistet.

### Gesetzliche Krankenversicherung
- Krankengeld bei Arbeitsunfähigkeit oder medizinischer Rehabilitation zu Lasten der Krankenkasse nach Wegfall der Entgeltfortzahlung
- Mutterschaftsgeld (§ 3 Nr. 1 lit. d EStG)

### Pflegeversicherung
- Pflegeunterstützungsgeld nach § 44a Abs. 3 SGB XI bei kurzzeitiger Arbeitsverhinderung nach § 2 Pflegezeitgesetz

### Gesetzliche Rentenversicherung
- Übergangsgeld bei Maßnahmen zur medizinischen Rehabilitation nach Wegfall der Entgeltfortzahlung oder bei Leistungen zur Teilhabe am Arbeitsleben

### Gesetzliche Unfallversicherung
- Übergangsgeld bei Teilnahme an Leistungen zur Teilhabe am Arbeitsleben (berufliche Rehabilitation)
- Verletztengeld bei Arbeitsunfähigkeit wegen eines Arbeitsunfalles oder wegen einer Berufskrankheit nach Wegfall der Entgeltfortzahlung

### Arbeitslosenversicherung
Entgeltersatzleistungen sind nach § 3 Abs. 4 SGB III:
1. Arbeitslosengeld bei Arbeitslosigkeit und bei beruflicher Weiterbildung,
2. Teilarbeitslosengeld bei Teilarbeitslosigkeit,
3. Übergangsgeld bei Teilnahme an Leistungen zur Teilhabe am Arbeitsleben,
4. Kurzarbeitergeld für Arbeitnehmer, die infolge eines Arbeitsausfalles (Kurzarbeit) einen Entgeltausfall haben, und – als Sonderform des Kurzarbeitergeldes – das Saison-Kurzarbeitergeld für Arbeitnehmer in bestimmten Branchen, sie infolge eines witterungs- oder wirtschaftlich bedingten Arbeitsausfalls in der Schlechtwetterzeit einen Entgeltausfall haben.
5. Insolvenzgeld für Arbeitnehmer, die wegen Zahlungsunfähigkeit des Arbeitgebers kein Arbeitsentgelt erhalten.

Ob Entgeltersatzleistungen bezogen worden sind, ist zum Beispiel für die Frage von Bedeutung, ob Anspruch auf einen Gründungszuschuss besteht.
Zeiten des Bezugs von Entgeltersatzleistungen werden rentenrechtlich als Beitragszeiten berücksichtigt.
Entgeltersatzleistungen unterliegen in der Regel dem steuerlichen Progressionsvorbehalt.